# Licyniusz Krassus Skrybonianus
Licinius Crassus Scribonianus (zm. 70 n.e.) – polityk rzymski w początku pryncypatu.
Licyniusz Krassus Skrybonianus był trzecim synem Marka Licyniusza Krassusa Frugi konsula w 27 n.e. i Skrybonii. Rodzice Skrybonianusa i jego brat Gnejusz Pompejusz Magnus zostali straceni za cesarza Klaudiusza w 47 n.e.
Za panowania cesarza Nerona przebywał w Rzymie. Zachowała się inskrypcja, mówiąca, że Wespazjan, będąc wtedy jeszcze osobą prywatną, rozstrzygał spór graniczny między Skrybonianusem i jego bratem Pizonem. Drugi brat Skryboniana, Krassus Frugi, został skazany na śmierć przez Nerona w 67 n.e. Trzeci brat, Pizon Licynianus, w 69 n.e. został adoptowany przez cesarza Galbę i wyznaczony na jego następcę. Po pięciu dniach zginął wraz z Galbą, gdy władzę w wyniku spisku przejął Othon. Ciało zostało wydane żonie Weranii i bratu Skrybonianowi.
W 70 n.e. senator i dowódca Marek Antoniusz Prymus pod nieobecność cesarza Wespazjana i Tytusa w Rzymie, zachęcał Skrybonianusa, uważanego za poważnego pretendenta dzięki znakomitemu pochodzeniu i zasługom braci, do objęcia władzy. Skrybonianus jednak z ostrożności wprost odmówił. Nie znamy okoliczności jego śmierci, zginął lub został stracony w 70 n.e.
Być może jego córką była Licynia Kornelia Woluzja Torkwata.